# Long Beach Shortbus
Long Beach Sortbus est un groupe de musique de Long Beach en Californie. Il est constitué d'anciens membres du groupe Long Beach Dub Allstars. Le groupe joue un mélange de reggae, ska, dub et de punk rock.

## Membres
- RAS1 (chant et guitare)
- Trey Pangborn guitare
- Eric Wilson basse
- Damion Ramirez batterie

## Discographie
- Flying Ship of Fantasy 2004